# 栖原寿郎
栖原 寿郎（すはら としろう、1923年11月15日 - 2007年7月19日）は、日本の海洋工学者。

## 経歴・人物
東京都文京区本郷に生まれる。1940年福岡県中学修猷館、1942年9月旧制福岡高等学校理科甲類を経て、1945年9月九州帝国大学工学部造船学科卒業。
1946年2月九州帝国大学助手（弾性工学研究所）となり、1947年に九州大学と改称後、1948年5月同大学助教授、1951年4月組織変更により弾性工学研究所が流体工学研究所と統合して応用力学研究所となる。1953年4月同大学大学院工学研究科授業を担当、1960年2月九州大学より工学博士の学位を授与される（論文「鋼材の熱塑性加工に関する基礎的研究」により）。1963年5月九州大学工学部教授（応用力学研究所）に就任、1963年7月同大学大学院工学研究科指導教官となる。
1976年4月から1978年3月まで九州大学応用力学研究所附属津屋崎海洋災害実験所所長、1978年4月から1980年3月まで九州大学応用力学研究所所長並びに九州大学評議員を務め、1986年2月から1988年1月まで文部省学術審議会専門委員を併任、1986年4月から1987年3月まで再び九州大学応用力学研究所所長並びに九州大学評議員を務める。
1987年3月九州大学を定年退官。1987年5月九州大学名誉教授。
2000年、勲三等旭日中綬章を受章。